# Хиперплазија
Хиперплазија је повећање ткива или органа, или један од облика адаптације ћелија, који настаје као последица повећања броја ћелија у неком ткиву или органу. Она је реверзибилан процес, јер након уклањања надражаја који је изазвао хиперплазију ткиво се враћа у првобитно стање. Хиперплазија према узроку који је изазвао може бити физиолошка, патолошка и ендокрина.
Хиперплазија, као физиолошки процес дешава се само у оним организмима у којима су ћелије способне да синтетизује ДНК, и тиме омогућавајућавају процес митоза. Током процеса старења ћелија постепено губе способност митозе, јер не могу успешно да репликују сопствену ДНК, услед недостатка теломера у ћелијском једру (ова супстанца временом се истрошила због непрестаног пораста броја ћелија током целог живота). Из тог разлога старији људи немају „младалачко и витално тело“, јер је велики број њихових ћелија остарио, и изгубио способност обнављања.

## Основни појмови из адаптације ћелија
Ћелија има способност да се функционално и структурално прилагоди на сваку промену услова у свом окружењу, како би се након излагања прекомерним физиолошким или патолошким утицајима, што успешније адаптирала на новонастале услове. Циљ ове адаптације је опстанак у животу и заштита ћелије у новонасталим условима.
Адаптацијски одговор ћелије је реверзибилан процес, који омогућава ћелији да се након престанка деловања узрочног агенса она врати у нормалан облик и функцију. Главни облици прилагођавања ћелије на новонастале услове су:
Атрофија
Атрофија један је од облика адаптације ћелије који се карактерише променом величине и / или броја специјализованих ћелија у ткиву односно органу.
Хипертрофија
Хипертрофија је повећање ткива или органа узроковано повећањем величине ћелија у њему (број ћелија није повећан) Разликујемо следеће врсте хипертрофије: физиолошку, компензаторну и адаптациону.
Хиперплазија
Хиперплазија је повећање ткива или органа које је настало као последица повећања броја ћелија у том ткиву или органу. Хиперплазија је реверзибилан процес (када се уклони стимулус који је изазвао хиперплазију ткиво се враћа у првобитно стање).
Метаплазија
Метаплазија је замена једне врсте зрелих ћелија другом врстом зрелих ћелија. Узроци настанка метаплазије су: хронична запаљења, хемијски и физички надражаји, недостатак витамина А и сл.
Метаплазија у којој сложенији тип ћелија прелази у једноставнији означава се као регресивна метаплазија. Уколико ћелије из једноставније форме прелазе у сложенију ради се о прогресивној метаплазији.
Дисплазија
Дисплазија као облик адаптације ћелија карактерише се постојањем ткивне атипије (променама међусобног односа ћелија које граде неко ткиво) и ћелијске атипије (променама величине и облика ћелија). Узроци атипије могу бити: хронично запаљење или хормонски дисбаланс.
Дисплазији најчешће претходи метаплазије и хиперплазија ћелија. Како се диспластичне промене временом трансформишу у тумор, ове промене се називају преканцероза (морфолошка промена која претходи тумору).

## Етиологија
Хиперплазија може настати због било којег узрока, укључујући;
- већа оштећења (на пример, ширење базног слоје епидерма за надокнаду изгубљене коже)
- хронични запаљењски одговор,
- хормонски поремећај,
- надокнаду оштећења током болести итд.

Хиперплазија може бити безопасна на одређеном ткиву. Пример је нормалан одговор, који се карактерише растом и умножавањем млечних секрецијских жлезданих ћелија у дојци жене на трудноћу, као припрема за будуће дојење.
Можда најзанимљивији и потентан учинак који ИГФ има на људски организам је његова способност да изазове хиперплазију, што је у ствари дељење ћелија. За разлику од тога, хипертрофија је оно што се дешава, на пример, у ћелијама скелетних мишића током тешких вежбања, уз узимање стероида, а заснива се на расту величине ћелија. Са употребом ИГФ, једна од могућности је да дође до хиперплазије што је заправо повећава броја мишићних ћелија присутних у ткиву. Тежина тренинга са употребом анаболичких стероида, или без, омогућава овим новим ћелијама да добијају у величини и снази. Постоји став да хиперплазија може бити индукована специфичном излазном снагом тренинга за боље спортске резултате, чиме се повећава број мишићних влакана, уместо повећања величине једног влакна.

## Патофизиологија
Хиперплазија је најчешће узрокована;
- локалном продукцијом фактора раста,
- повећањем активности рецептора фактора раста укључених у рад ћелија
- активирање одређених сигналних путева.

Наведен промене доводе до продукције фактора транскрипције који активирају бројне ћелијске гене, укључујући и гене који кодирају факторе раста, рецепторе за факторе раста и регулатора ћелијског циклуса, што доводи до пролиферације ћелија.
Хормонска хиперплазија, настаје у условима повишене или смањене активности хормона који делују као промотори раста и иницира транскрипцију различитих ћелија.
У компензаторној хиперплазији, основи узроци фактора раста, као и чиниоцима који стимулишу њихову производњу нису добро дефинисани. Сматра се до пораст броја ћелија у неком ткиву настаје након више начина њихових губитака, кроз процес пролиферације преосталих ћелија и развојем нових ћелија из матичних ћелија.

## Облици хиперплазије
Као могући облици облици хиперплазије наводе се; физиолошка (ендокрина и компензаторна) и патолошка хиперплазија.

### Физиолошка хиперплазија
Овај облик хиперплазије јавља се у физиолошким стањима, претежно у органима, у фази опоравка или у онима која су циљно место дејства појединих хормона. Она може бити; ендокрина и компензаторна.
Ендокрина хиперплазија
Овај облик хиперплазије јавља се у хормонски зависним ткивима. Огледа се у томе што хормони могу изазвати хиперплазију у циљним ткивима при појачаном или продуженом дејству на та ткива. На пример:
- хиперплазија дојки код жена за време лактације и трудноће,
- хиперплазија дојки у првој фази менструалног циклуса.
- хиперплазија штитне жлезде услед недостатка јода у организму

Компензаторна хиперплазија
Овај облик хиперплазије јавља се у условима повећаног губитка масе ткива након оштећења или парцијална ресекција. На пример;
- регенерација јетре.

### Патолошка хиперплазија
Овај облик хиперплазије који се зове и компензаторна хиперплазија, одговор је на оштећење или губитак ткива. На пример;
- хиперплазија једног тестиса након уклањања другог
- хиперплазија ендометријума, простате, гингиве итд.[5][6][7][8][2][3][4]

## Знаци и симптоми
Физиолошка хиперплазија
Хиперплазија се сматра физиолошком (нормалном) реакцијом ћелија на одређену стимуланс, све док ћелија током процеса хиперплазија расту под дејством нормалних регулаторних механизама контроле.
Патолошка хиперплазија као супротан процес
Ако су наружени механизми контроле настаје супротан процес - неоплазије (процес који служе као један од начина раста бенигних тумора), у којој се генетски нормалне ћелије размножавају на нефизиолошки начин, одговарајући на нормалне надражаје.

### Бенигна хиперплазија простате
Бенигно увећање простате представља немалигни, прекомерни раст ћелија простате. Како увећање (хиперплазија) постепено напредује, тако се мокраћна цев сужава и доводи до појаве различитих симптома.
Учесталост бенигног увећања простате се повећава са годинама и у различитом облику ово увећање је присутно код 80% мушкараца старијих од 40 година, односно код 95% мушкараца старијих од 80 година.
Сматра се да мушки полни хормони играју одређену улогу у процесу хиперплазије простате, али се не зна да ли стимулишу увећање или само стварају повољне услове за његов развој. Једно од објашњења гласи да размножавање ћелија надмашује њихову смрт у одређеној животној доби мушкарца. Без обзира на узрок, увећање простате она механички може негативно утицати на бешику и на мокраћни систем уопште.

### Хиперплазија ендометријума
Хиперплазија ендометријума је патолошки облик хиперплазије који се карактерише прекомерном деобом ћелија у ендометрију или унутрашњој облози од материце.
Већина случајева хиперплазије ендометријума је резултат високих нивоа естрогена, који у комбинацији са недовољним нивоима прогестерона сличних хормона обично сузбија пролиферативне ефекате естрогена у овом ткиву. Хиперплазија се може јавити у великом броју поремећаја који, укључују; гојазност, синдром полицистичних јајника, туморе које изазива естроген (нпр. гранулозни тумор) и одређене форме естрогене заменске терапије.
Ова болест је значајан фактор ризика за развој или чак истовремено присуство карцинома ендометријума, тако да је пажљиво праћење и лечење жена са овим поремећајем од суштинског значаја.